# Institute for Economic and Business History Research

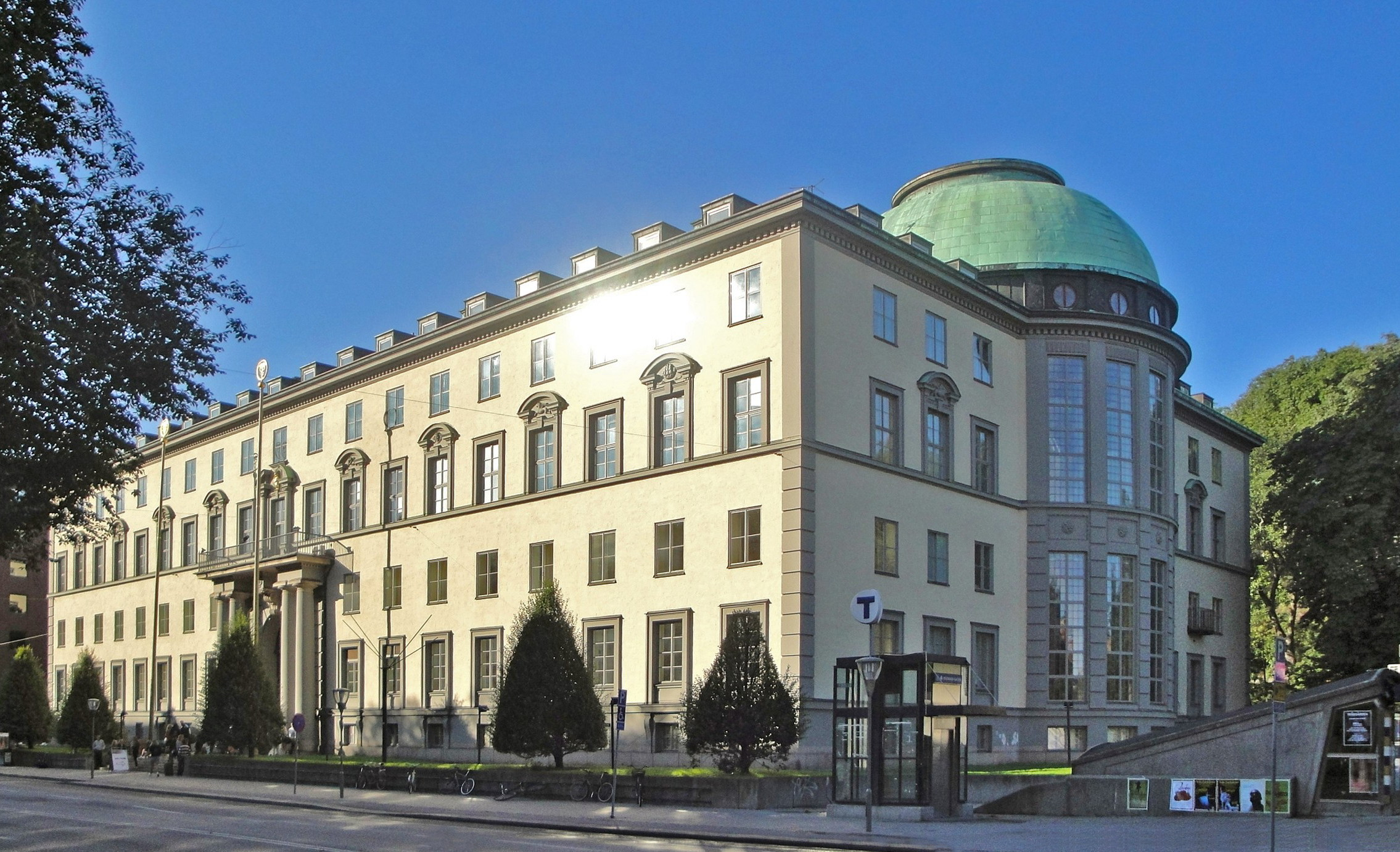
EHFF är ett fristående forskningsinstitut vid Handelshögskolan i Stockholm

The Institute for Economic and Business History Research (EHFF) (svenska: Institutet för ekonomisk-historisk och företagshistorisk forskning)  är ett forskningsinstitut i Stockholm grundat 2006.
Institutet är anknutet till Handelshögskolan i Stockholm och bedriver och stödjer forskning inom nationalekonomi, historia och sociologi med särskild tonvikt på den svenska ekonomin och dess betydelse för utvecklingen av hela samhället. Det fortsätter därmed det arbete som tidigare bedrivits inom divisionen för företag och ekonomisk historia vid Institutet för ekonomisk-historisk forskning (EHF), som grundats 1929 och avvecklats 2006. Institutets chef är ekon.dr Erik Lakomaa.

## Historia
Institutet grundades 1929 under namnet Ekonomisk-historiska institutet som ett gemensamt forskningsinstitut av Handelshögskolan i Stockholm och Stockholms högskola (föregångare till Stockholms universitet) på initiativ av Eli Heckscher, som samma år utnämndes till professor i ekonomisk historia vid Handelshögskolan i Stockholm. Eli Heckscher var den drivande kraften bakom forskningsinstitutet till sin död 1952. Avsikten var att bedriva forskning om enskilda företags historia genom ett tvärvetenskapligt tillvägagångssätt som kombinerade ekonomisk historia, nationalekonomi och företagshistoria.
Forskningsinstitutet reorganiserades 1976 av professor Erik Dahmén och döptes om till Institutet för ekonomisk-historisk forskning (EHF). Den ekonomiska grunden för institutets verksamhet förändrades genom inrättandet av Jacob Wallenbergs minnesfond 1981. Syftet med minnesfonden var att förse EHF med fasta forskningsresurser. 
Ytterligare resurser blev tillgängliga för institutet 1988 då Marianne och Marcus Wallenbergs stiftelse beviljade medel för att stödja en professur i ekonomisk historia vid institutet. Den första innehavaren av professuren var Ulf Olsson, som 1995 efterträddes av Håkan Lindgren.
Forskningen som bedrivs vid EHF har, sedan 1976, till stor del varit inriktad på svenska företags historia. Mer än 30 stora projekt genomfördes mellan 1976 och 2006. Resultatet av detta arbete är en serie publikationer, bland annat biografier och företagsmonografier.
I november 2006 beslutade styrelsen att tillgångarna i institutet skulle överföras till Institutet för ekonomisk-historisk och företagshistorisk forskning (EHFF, engelska: The Institute for Economic and Business History Research), som skulle bygga på det befintliga institutets traditioner. Finansieringen har huvudsakligen kommit från Wallenbergs olika forskningsstiftelser.
Institutet är sedan 2004 varje år värd för the Eli F Heckscher Lecture på Handelshögskolan. 
Föreläsningarna har hållits av en rad kända ekonomer, varav flera senare fått Sveriges Riksbanks pris i ekonomisk vetenskap till Alfred Nobels minne:
- Stanley Engerman
- Oliver Williamson
- Geoffrey Jones
- Jaime Reis
- Youssef Cassis
- Mark Casson
- Deirdre McCloskey
- Joel Mokyr
- Randall Morck
- James Robinson
- Kenneth Rogoff
- Naomi R. Lamoreaux
- Paul Romer
- Barry Weingast
- Andrei Shleifer
- Mary O'Sullivan